# Oswalt Kolle: Dein Kind, das unbekannte Wesen
Oswalt Kolle: Dein Kind, das unbekannte Wesen ist ein deutscher Aufklärungsfilm von Werner M. Lenz aus dem Jahr 1970.	Er basiert auf der 1960 in der Zeitschrift Quick erschienenen und 1964 als Buch veröffentlichten Serie Dein Kind – Das unbekannte Wesen von Oswalt Kolle.

## Handlung
Oswalt Kolle macht zusammen mit seiner Frau, seiner 16-jährigen Tochter und seinen 15 und vier Jahre alten Söhnen FKK-Urlaub auf Sylt. Kolle zeigt sich dabei als umsichtiger und verständnisvoller Familienvater. Davon unabhängig ist eine mit allen Einzelheiten inklusive Dammschnitt gefilmte Geburt zu sehen.

## Produktionsnotizen
Die Uraufführung erfolgte am 1. Oktober 1970 in München, City.  Der ursprünglich 93-minütige Film wurde später auf 84 Minuten gekürzt. 1992 wurde für das Fernsehen eine 58-minütige Neufassung angefertigt.

## Kritiken
Im Vergleich zu anderen Kolle-Filmen war die Kritik an Dein Kind, das unbekannte Wesen verhältnismäßig milde. Ponkie nannte ihn in der Abendzeitung vom 2. Oktober 1970 „Kolles besten Film“, denn „das Prinzip der körperlichen Unbefangenheit, des unautoritären Umgangs mit Kindern, die Respektierung der Halbwüchsigensexualität gehört zu jenen Grundlagen vernünftiger Erziehung, die hierzulande immer noch leicht mit ‚Verwilderung‘ verwechselt wird.“
Der Katholische Filmdienst (Nr. 40/70) war der Meinung, ein „sogar mit begründeter Sozialkritik gegebenes Situationsbild einer am Heiraten gehinderten Mutter, deren Entbindung schonungslos wie im Gynäkologen-Seminar gezeigt wird“, hebe sich fast wohltuend von dem „Geschwafel ab, das seine Höhepunkte in der Selbstdarstellung der als ‚ideal‘ zu verstehenden Familienverhältnisse mit fein kaschierter Propaganda für Freikörperkultur feiert.“
Das Lexikon des Internationalen Films stellte rückblickend und unter einem etwas veränderten Aspekt fest, Oswalt Kolle habe „seine fünfköpfige Familie als freikörper-kulturelles Demonstrationsobjekt für vermeintlich fortschrittliche Kinderaufklärung und Jugenderziehung“ präsentiert. Der Film sei allenfalls „im Ansatz diskutabel, insgesamt eine psychologisch erschreckend unbedarfte ‚Studie‘.“